# Norwegian Pearl
El Norwegian Jade es un crucero de la clase Jewel operado por Norwegian Cruise Line. Botado en 2006, navegando itinerarios principalmente alrededor de Alaska y el Caribe. El barco tiene dimensiones Panamax, lo que le permite transitar por el Canal de Panamá.